# Kārlis Seržants
Kārlis Seržants (ur. 1959) – łotewski dziennikarz i polityk, od 2010 poseł na Sejm. 

## Życiorys
Kształcił się w technikum leśniczym w Aizupe. W 1986 ukończył studia z dziedziny historii w Łotewskim Uniwersytecie Państwowym, po czym pracował jako dziennikarz m.in. w Niezależnej Telewizji Łotewskiej (LNT), gdzie prowadził kryminalną audycję "Degpunktā". W wyborach w 2010 został wybrany posłem z ryskiej listy ZZS, w wyborach w 2011 uzyskał reelekcję.  W wyborach w 2014 uzyskał reelekcję z listy ZZS.